# Dinant

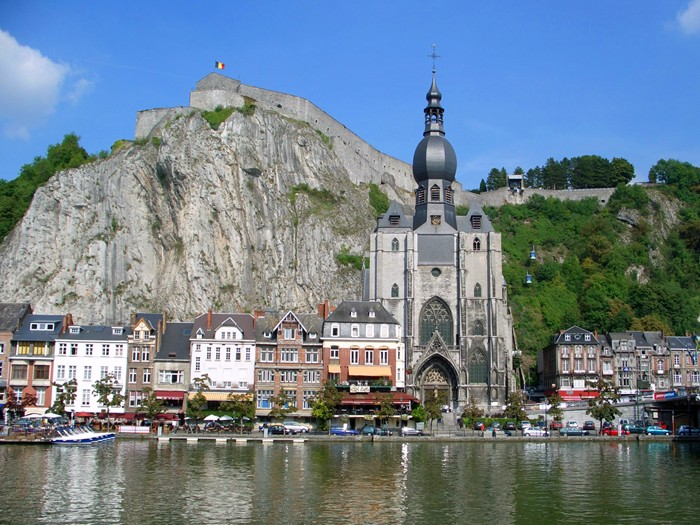
Tháp nhà thờ Notre-Dame

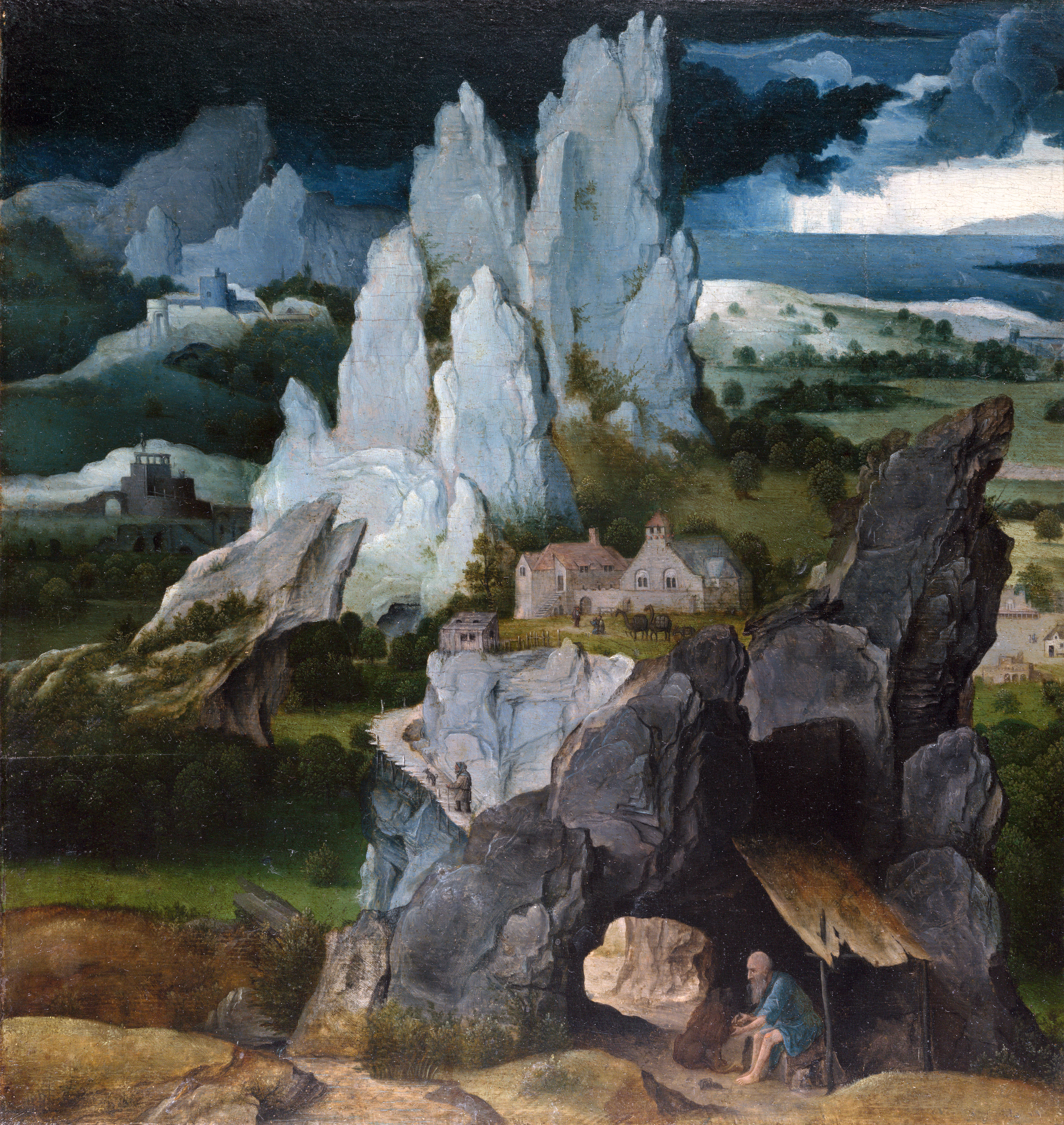
Saint Jerome, bởi Joachim Patinir (khoảng năm 1520).

Dinant là một thành phố và đô thị tọa lạc bên sông Meuse thuộc tỉnh Namur,  Bỉ.  Đô thị Dinant gồm các đô thị Anseremme, Bouvignes-sur-Meuse, Dréhance, Falmagne, Falmignoul, Foy-Notre-Dame, Furfooz, Lisogne, Sorinnes, và Thynes.
Đây là quê hương của David xứ Dinant, họa sĩ Joachim Patenier, 1485 - 1524, họa sĩ Antoine Joseph Wiertz, nhà phát minh kèn saxophone Adolphe Sax, Georges Pire, André Buzin, nghệ sĩ (thế kỷ 20)

## Đô thị kết nghĩa
- Pháp: Dinan
- Bồ Đào Nha: Caldas da Rainha
- Anh Quốc: Hoddesdon
- Hy Lạp: Chios